# Armée verte (Côte d'Ivoire)
L'Armée verte est une organisation structurée d'individus armés visant à lutter contre la criminalité forestière en Côte d'Ivoire.

## Histoire
Créée par décret en 2018, l'armée verte officie de manière opérationnelle et effective sur le terrain depuis 2020.

## Organisation
Six cent cinquante soldats verts sont rattachés au ministère des eaux et forêts de la Côte d'Ivoire. Ils luttent contre les activités clandestines qui détruisent le couvert forestier du pays.
L'armée verte est composée de deux compagnies d’intervention, d'un commando jungle, d'une compagnie de renseignement, d'une compagnie forêt, d'une compagnie faune et d'une compagnie eau.
Les officiers et sous-officiers commandos de la Brigade spéciale de surveillance et d'Intervention (BSSI) se sont donné comme slogan : "la forêt est sacrée, je dois la protéger et m'engager à la défendre, même au péril de ma vie".